# Linia kolejowa Rokita – Czarnogłowy
Linia kolejowa Rokita – Czarnogłowy – rozebrana normalnotorowa i wąskotorowa linia kolejowa łącząca stację Rokita ze stacją Czarnogłowy.

## Historia
Linia została otwarta 6 września 1911 roku. Była jednotorowa, posiadająca sploty szyn o rozstawach wynoszących 1000 mm i 1435 mm. Fizyczna likwidacja linii nastąpiła przed rokiem 1959.